# Kotlina
Kotlina je nižji svet, ki je z večine strani obdan z nižjimi in višjimi vzpetinami. Zaradi dobrih pogojev, kot so ugodno podnebje, ravno površje in rodovitna prst, je v kotlinah pogosto skoncentrirana človeška poselitev.
V Sloveniji je geografsko osrednja in tudi največja Ljubljanska kotlina, sledi ji Celjska kotlina. Druge izrazitejše kotline so: Bovška kotlina, Bohinj, Jezersko, Pivška kotlina in z njo povezani Postojnska kotlina in Ilirskobristriška kotlina na Notranjskem, tudi Grosupeljska kotlina; Slovenjgraška kotlina in Velenjska kotlina (tudi Šaleška dolina), Kobariška in Tolminska kotlina v dolini Soče, morda še Breginjski kot, Dežela in Blejski kot (ali Blejsko-Radovljiška kotlina) in Hotuljska kotlina (ali podolje), sredi katere leži vas z značilnim imenom Kotlje, včasih pa se omenjajo še Idrijska kotlina, Trboveljska in Zagorska kotlina ter Gornjegrajska in Mozirska kotlina. Na jugovzhodu je Krška kotlina (ob reki Krki, skupaj z Novomeško kotlino).  
Na avstrijskem Koroškem je osrednja Celovška kotlina, na severozahodu Avstrije pa je Dunajska kotlina, ki vključuje tudi glavno mesto Slovaške, Bratislavo in je robni del Panonske nižine ali kotline, ki je največja evropska kotlina. V Nemčiji je mdr. znana Turinška kotlina (gl. Turingija), na Češkem Češka kotlina, v Severni Makedoniji Pološka kotlina/Polog (alb. Lugina e Pollogut), Babuna in Pelagonija. 
V Srednji Aziji leži največja kotlina na svetu, Tarimska kotlina, ki je značilna endoreična kotlina in pa precej manjša Džungarija severno od nje, pa tudi Ferganska dolina ali kotlina, na Kitajskem je poleg omenjenih pomembna še velika Rdeča ali Sečuanska kotlina, ki leži v jugozahodnem delu osrednje Kitajske, v središču pokrajine Sečuan. V Afriki je npr. največja Kalaharijska kotlina na jugozahodu, Ugandska kotlina je v centralni Afriki... V Severni Ameriki: Great Valley (Velika apalaška dolina), v Kaliforniji Osrednja kalifornijska kotlina/dolina/nižina? sredi te države, nekdaj jezero...
Sečuanu) v Severni Makedoniji Kočanska dolina (kotlina) itd.